# ابن الكردبوس
أبو مروان عبد الملك بن محمد بن أبي القاسم بن الكردبوس التوزري الشهير بـ ابن الكردبوس  مُحدّث ومؤرخ، صاحب كتاب «الاكتفاء في أخبار الخلفاء».

## سيرته
رحل ابن الكردبوس عن تونس إلى الإسكندرية في محرم 573هـ/يوليو 1177م لتلقي العلم، فسمع من عبد الوهاب بن علي بن عبد الوهاب القرطبي والحافظ أبي طاهر أحمد بن محمد السلفي وعبد الله بن محمد بن خلف بن سعادة الأصبحي الداني، كما سمع الموطأ من محمد بن قاسم بن عبد الرحمن التميمي الفاسي في الإسكندرية. ولما رجع من رحلة طلب العلم أقام بتونس مدة، ثم رجع إلى بلده توزر، وفيها توفي ودُفن. ولابن الكردبوس كتاب في التاريخ عنوانه «الاكتفاء في أخبار الخلفاء».